# Ponte do Bico
A Ponte do Bico sobre o rio Cávado está localizada imediatamente antes da confluência deste rio com o seu afluente Homem.
Na realidade são duas pontes consecutivas, porque para além desta sobre o Cávado, existe uma outra sobre o Homem.
A Ponte do Bico, de maior dimensão, liga a margem esquerda do rio Cávado, na freguesia de Palmeira, do Município de Braga, à margem direita, na freguesia de Lago, no Município de Amares. 
A segunda ponte liga a margem esquerda do rio Homem, na referida freguesia de Lago, à margem direita, na freguesia de Soutelo, do Município de Vila Verde.
O projeto foi de António Augusto Pereira, apontador das obras públicas. Abriu ao trânsito a 31 de outubro de 1866.
É uma obra do período do Fontismo.